# Episodi di In Treatment (seconda stagione)
La seconda stagione della serie televisiva In Treatment è stata trasmessa in prima visione negli Stati Uniti d'America da HBO dal 5 aprile al 25 maggio 2009.
In Italia è stata trasmessa in prima visione satellitare da Cult dall'11 ottobre al 22 novembre 2009.
| nº | Titolo originale   | Titolo italiano            | Prima TV USA   | Prima TV Italia  |
| -- | ------------------ | -------------------------- | -------------- | ---------------- |
| 1  | Mia: Week One      | Mia - Prima settimana      | 5 aprile 2009  | 11 ottobre 2009  |
| 2  | April: Week One    | April - Prima settimana    | 5 aprile 2009  | 11 ottobre 2009  |
| 3  | Oliver: Week One   | Oliver - Prima settimana   | 6 aprile 2009  | 11 ottobre 2009  |
| 4  | Walter: Week One   | Walter - Prima settimana   | 6 aprile 2009  | 11 ottobre 2009  |
| 5  | Gina: Week One     | Gina - Prima settimana     | 6 aprile 2009  | 11 ottobre 2009  |
| 6  | Mia: Week Two      | Mia - Seconda settimana    | 12 aprile 2009 | 18 ottobre 2009  |
| 7  | April: Week Two    | April - Seconda settimana  | 12 aprile 2009 | 18 ottobre 2009  |
| 8  | Oliver: Week Two   | Oliver - Seconda settimana | 13 aprile 2009 | 18 ottobre 2009  |
| 9  | Walter: Week Two   | Walter - Seconda settimana | 13 aprile 2009 | 18 ottobre 2009  |
| 10 | Gina: Week Two     | Gina - Seconda settimana   | 13 aprile 2009 | 18 ottobre 2009  |
| 11 | Mia: Week Three    | Mia - Terza settimana      | 19 aprile 2009 | 25 ottobre 2009  |
| 12 | April: Week Three  | April - Terza settimana    | 19 aprile 2009 | 25 ottobre 2009  |
| 13 | Oliver: Week Three | Oliver - Terza settimana   | 20 aprile 2009 | 25 ottobre 2009  |
| 14 | Walter: Week Three | Walter - Terza settimana   | 20 aprile 2009 | 25 ottobre 2009  |
| 15 | Gina: Week Three   | Gina - Terza settimana     | 20 aprile 2009 | 25 ottobre 2009  |
| 16 | Mia: Week Four     | Mia - Quarta settimana     | 26 aprile 2009 | 1º novembre 2009 |
| 17 | April: Week Four   | April - Quarta settimana   | 26 aprile 2009 | 1º novembre 2009 |
| 18 | Oliver: Week Four  | Oliver - Quarta settimana  | 27 aprile 2009 | 1º novembre 2009 |
| 19 | Walter: Week Four  | Walter - Quarta settimana  | 27 aprile 2009 | 1º novembre 2009 |
| 20 | Gina: Week Four    | Gina - Quarta settimana    | 27 aprile 2009 | 1º novembre 2009 |
| 21 | Mia: Week Five     | Mia - Quinta settimana     | 3 maggio 2009  | 8 novembre 2009  |
| 22 | April: Week Five   | April - Quinta settimana   | 3 maggio 2009  | 8 novembre 2009  |
| 23 | Oliver: Week Five  | Oliver - Quinta settimana  | 4 maggio 2009  | 8 novembre 2009  |
| 24 | Walter: Week Five  | Walter - Quinta settimana  | 4 maggio 2009  | 8 novembre 2009  |
| 25 | Gina: Week Five    | Gina - Quinta settimana    | 4 maggio 2009  | 8 novembre 2009  |
| 26 | Mia: Week Six      | Mia - Sesta settimana      | 17 maggio 2009 | 15 novembre 2009 |
| 27 | April: Week Six    | April - Sesta settimana    | 17 maggio 2009 | 15 novembre 2009 |
| 28 | Oliver: Week Six   | Oliver - Sesta settimana   | 18 maggio 2009 | 15 novembre 2009 |
| 29 | Walter: Week Six   | Walter - Sesta settimana   | 18 maggio 2009 | 15 novembre 2009 |
| 30 | Gina: Week Six     | Gina - Sesta settimana     | 18 maggio 2009 | 15 novembre 2009 |
| 31 | Mia: Week Seven    | Mia - Settima settimana    | 24 maggio 2009 | 22 novembre 2009 |
| 32 | April: Week Seven  | April - Settima settimana  | 24 maggio 2009 | 22 novembre 2009 |
| 33 | Oliver: Week Seven | Oliver - Settima settimana | 25 maggio 2009 | 22 novembre 2009 |
| 34 | Walter: Week Seven | Walter - Settima settimana | 25 maggio 2009 | 22 novembre 2009 |
| 35 | Gina: Week Seven   | Gina - Settima settimana   | 25 maggio 2009 | 22 novembre 2009 |